# Calceolaria bicrenata
Calceolaria bicrenata är en toffelblomsväxtart som beskrevs av Hipólito Ruiz López och Pav.. Calceolaria bicrenata ingår i släktet toffelblommor, och familjen toffelblomsväxter. Inga underarter finns listade i Catalogue of Life.